# Dringlichkeitsantrag
Ein Dringlichkeitsantrag ist ein Antrag, der erst nach Einberufung eines Beschlussorgans auf die Tagesordnung gesetzt wird.

## Vereinsrecht
Die Gegenstände, über die in der Mitgliederversammlung Beschluss gefasst werden soll, müssen im deutschen Vereinsrecht bereits in der Einladung zu der betreffenden Versammlung bezeichnet werden (§ 32 Abs. 1 Satz 2 BGB). Das Recht des Vereinsmitglieds, über die zur Beschlussfassung anstehenden Gegenstände rechtzeitig informiert zu werden, ist ein zentrales Mitgliedschaftsrecht. Von der Tagesordnung hängt in der Regel ab, ob ein Mitglied die zur Beschlussfassung anstehenden Gegenstände als so bedeutsam ansieht, dass es an der Versammlung teilnimmt, oder nicht. Beschlüsse über Anträge, die in der schriftlichen Einladung nicht aufgeführt waren, sind deshalb nichtig.
Die Vereinssatzung kann jedoch vorsehen, dass bestimmte Anträge auch noch nach Einberufung auf die Tagesordnung gesetzt werden dürfen. Das sind insbesondere die sog. Dringlichkeitsanträge. Um den Grundgedanken des § 32 BGB zu wahren, können dies jedoch keine Anträge sein, die den Verein in seinem Bestand betreffen wie Satzungsänderungen, Fusionen oder gar die Vereinsauflösung.
In einem Verein können Mitglieder mit dem Dringlichkeitsantrag auf aktuelle Geschehnisse der Tagesordnung reagieren. Er ermöglicht es ihnen, auch nach Einladung mit Zusendung der Tagesordnung einen Antrag einzureichen, mit dem Vermerk, er sei „dringend“ und „bedürfe besonderer Eile“, weshalb man auch nicht bis zur nächsten ordentlichen Mitgliederversammlung warten könne.
Über eingegangene Dringlichkeitsanträge muss die Mitgliederversammlung zu Beginn der Versammlung entscheiden. Stimmt eine entsprechende Mehrheit der Dringlichkeit zu, so ist die Versammlung verpflichtet, den Antrag sofort zu behandeln. Kommt die Mehrheit nicht zustande, so wird der Antrag zur Beratung auf die Tagesordnung der nächsten ladungsfähigen Versammlung gesetzt.

## Staatsrecht
In den Geschäftsordnungen des Bundestags, des Bundesrats sowie der Länderparlamente und der Gemeinden ist die Behandlung von Dringlichkeitsanträgen geregelt.
Nach Art. 60 Abs. 4 Satz 2 der Geschäftsordnung für den Bayerischen Landtag ist ein Antrag dringlich, wenn er bei Behandlung im grundsätzlich vorgesehenen Verfahren gegenstandslos würde.